# 九戸信仲
九戸 信仲（くのへ のぶなか）は、戦国時代から安土桃山時代にかけての武将。通称は右京。九戸信実の子。

## 略歴
南部氏の庶家九戸氏の出身。九戸政実、九戸実親、久慈政則、中野康実、七戸家国室の父といわれ、九戸郡九戸村大字長興寺の大名館が居館跡といわれている。政実が二戸福岡の九戸城に本拠を移したのは永禄12年（1569年）の頃とされている。

## 長興寺
九戸郡九戸村大字長興寺にある寺で曹洞宗。山号は鳳朝山。長興寺は九戸氏の菩提寺として創建された。永正元年（1504年）信仲の開基により、加賀宗徳寺の大陰恵善和尚の開山と伝える。江刺家長徳寺・伊保内円通寺などを末寺として持つが、政実のとき九戸氏が滅亡して衰退。元禄6年（1693年）山火事によって類焼し一切を消失した。現在の本堂は嘉永5年（1852年）の再建。
天正19年（1591年）九戸政実の乱の際に降伏の斡旋を行った4世薩天和尚は有名である。

## 系譜
- 父：九戸信実
- 母：不詳
- 室：八戸但馬娘
  - 男子：九戸政実（1536年 - 1591年）
- 生母不明の子女
  - 男子：九戸実親（1542年 - 1591年）
  - 男子：久慈政則 - 中務、久慈直治の養子
  - 男子：中野康実
  - 女子：七戸家国室